# Врањевац
Врањевац је висораван у околини Великог Бубња, у селу Кули у општини Мало Црниће (Браничевски округ). Налази се на око 260м надморске висине, и у региону око Врањевца брда су поприлично честа.
У околини Врањевца се налази Манастир Брадача, посвећен Светом Ваведењу Пресвете Богородице.

## Историја
Врањевац је, у зору 7. октобра 1915. године, био нападан од стране Немачке армије и тада се десила битка на Врањевцу. Немци су, у ноћи између 18. и 19. октобра, заобишли и напали Српску Војску на Врањевцу са леђа. Тада је почела борба прса у прса, али се Српска армија прибрала и успела да се повуче од многобројнијег непријатеља.

## Споменик палим борцима 1912—1918
Изградња споменика палим борцима је отпочета 2012, када је стављен камен темељац и када је освећен, што је извршио је игуман манастира Рукумија, отац Симеон. Споменик Врањевац посвећен је свим настрадалим са територије Браничевског округа у ратовима између 1912-1918. године. Традиционално, сваке године 18. октобра, Удружење потомака ратника ослободилачких ратова 1912-1918. године и Општина Мало Црниће организују обележавање годишњице битке одржане на Врањевцу.